# En mands skæbne
En mands skæbne (russisk: Судьба человека) er en sovjetisk spillefilm fra 1959 af Sergej Bondartjuk.

## Medvirkende
- Sergej Bondartjuk som Andrej Sokolov
- Pavel Boriskin som Vanja
- Zinaida Kirijenko som Irina
- Pavel Volkov som Ivan Timofejevitj
- Jurij Averin som Müller